# Beirut Terraces
Beirut Terraces ist ein Hochhaus in Beirut im Libanon; es steht im Bezirk Minet el-Hosn südlich des Platinum Tower. Das 119 Meter hohe Gebäude verfügt über 26 Etagen mit markanten nach außen ragenden Terrassen und dient als Wohnhochhaus. Das Gebäude wurde von den Schweizer Architekten Herzog & de Meuron entworfen und gehörte 2018 zusammen mit dem schließlichen Sieger Torre Reforma sowie Maha Nakhon, Chaoyang Park Plaza und Oasia Hotel Downtown zu den fünf Finalisten beim Frankfurter Internationalen Hochhauspreis.
Die Arbeit der Architekten geriet 2022 in die öffentliche Kritik, nachdem die Baupläne der Wohnungen inklusive 3,9 m² großer, fensterloser „Maid-Rooms“ für Hausangestellte veröffentlicht wurden: Mit der Planung und dem Bau dieser Kammern mache Herzog & de Meuron sich zu Handlangern des menschenverachtenden Kafala-Systems. Die Architekten wiesen die Kritik von sich und beriefen sich darauf, dass die Unterkünfte gegen ihre Empfehlung auf ausdrücklichen Wunsch der Bauherrschaft realisiert wurden.